# Gian-Luca Cavigelli
Gian-Luca Cavigelli, né le 15 juin 1988, est un snowboardeur suisse licencié à Davos spécialisé dans les épreuves de big air et half pipe. 
Il n'a jamais participé à des olympiades ni à des championnats du monde (hormis juniors), mais prend part aux épreuves de coupe du monde depuis la saison 2006. Il connaît ses seuls podiums dans les épreuves de big air à partir d'octobre 2009, après deux secondes places à Londres et Barcelone, il remporte son premier succès en coupe du monde lors de l'épreuve de Séoul le 13 décembre 2009 et met fin à trois succès consécutifs de Stefan Gimpl. Cela intervient après un rétablissement d'une déchirure du ligament croisé antérieur du genou gauche subie en décembre 2008. En dehors de son sport, il poursuit des études en architecture.

## Palmarès

### Championnats du mondejuniors
| Édition/Discipline         | Big Air | Half pipe |
| Championnats du monde 2005 | Ab.     | 50e       |
| Championnats du monde 2007 | 22e     | 35e       |

### Coupe du monde de snowboard
- Meilleur classement général : 107e en 2008.
- Meilleur classement en big air : 23e en 2008.
- 3 podiums en big air dont une victoire.